# Человек-невидимка (роман Эллисона)
«Человек-невидимка» — роман Ральфа Эллисона, опубликованный издательством «Рэндом Хаус» в 1952 году. В нём рассматриваются многие социальные и интеллектуальные проблемы, с которыми афроамериканцы сталкивались в начале двадцатого века, в том числе чёрный национализм, взаимосвязь между чёрной идентичностью и марксизмом и реформистская расовая политика Букера Т. Вашингтона, а также вопросы индивидуальности и личной идентичности. «Человек-невидимка» выиграл Национальную книжную премию США в области художественной литературы в 1953 году. В 1998 году «Современная библиотека» поставила «Человека-невидимку» на 19-е место в списке 100 лучших англоязычных романов XX века. Журнал Time включил роман в список «TIME 100 лучших англоязычных романов с 1923 по 2005 год», назвав его «типичной американской пикареской XX века», а не «расовым романом или даже романом воспитания». Роман вошёл в список Всемирной библиотеки 100 лучших книг всех времён и народов, составленный Норвежским книжным клубом. Малкольм Брэдбери и Ричард Руланд признают в нём экзистенциальное видение с «абсурдностью, подобной Кафке». Согласно  The New York Times, Барак Обама смоделировал свои мемуары 1995 года « Мечты от моего отца» по роману Эллисона.